# Instytut Inżynierów Elektryków i Elektroników
Instytut Inżynierów Elektryków i Elektroników, IEEE (od ang. Institute of Electrical and Electronics Engineers) – organizacja typu non-profit skupiająca osoby zawodowo związane z elektrycznością i elektroniką, a także pokrewnymi dziedzinami. Powstała w 1963 roku, w wyniku konsolidacji Amerykańskiego Instytutu Inżynierów Elektryków (American Institute of Electrical Engineers, AIEE) oraz Instytutu Inżynierów Radiowych (Institute of Radio Engineers, IRE). Jednym z podstawowych jej zadań jest ustalanie standardów dla urządzeń elektronicznych, w tym standardów dla urządzeń i formatów komputerowych.

## Misja

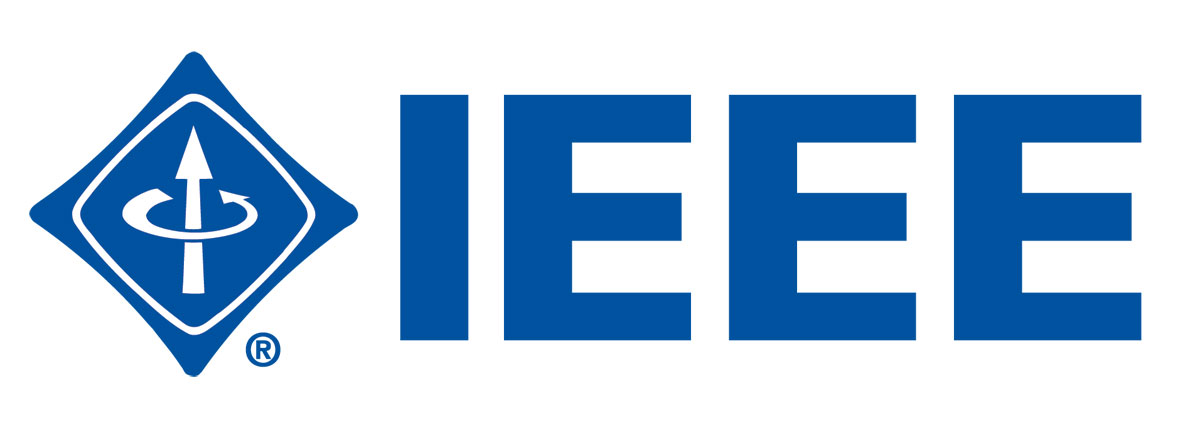
Logo IEEE

Misją IEEE jest aktywne uczestnictwo w postępie nauki i edukacji oraz praktyki w zakresie elektrotechniki, elektroniki, telekomunikacji, inżynierii komputerowej i informatycznej oraz pokrewnych dziedzin, a w szczególności biomedycynie, automatyce i robotyce, elektroenergetyce, technice motoryzacyjnej, lotniczej, morskiej, wojskowej, inżynierii środowiska, nanotechnologii, bezpieczeństwa informacyjnego i innych. IEEE realizuje tę misję poprzez publikację czasopism naukowych, organizację lub sponsorowanie konferencji, opracowywanie standardów przemysłowych, akredytację programów kształcenia na wyższych uczelniach oraz kształcenia ustawicznego inżynierów. Logo IEEE pokazuje wektor kierunku przepływu prądu elektrycznego i towarzyszący mu zwrot wektora indukcji magnetycznej (reguła prawej dłoni).

## Struktura
IEEE, jako największa organizacja zawodowa o charakterze globalnym, posiada dualną strukturę: regionalną (podzieloną na regiony działania i sekcje krajowe) i tematyczną (podzieloną na towarzystwa i oddziały). Towarzystwa, których jest 38, grupują specjalistów z poszczególnych obszarów techniki. IEEE publikuje około 30% światowej literatury w obszarze swojego działania tematycznego w postaci ponad 100 czasopism technicznych o wysokim wskaźniku cytowań. Prowadzi, znaną w środowisku inżynierskim, internetową bazę danych publikacji konferencyjnych eXplore. Oferuje liczne programy kształcenia ustawicznego dla inżynierów, nauczycieli, ale także i dla młodzieży, zarówno przez Internet, jak i metodą „podróżujących wykładowców”.

## Członkostwo
Większość członków IEEE (których jest łącznie ponad 400 tysięcy) jest inżynierami elektrykami, elektronikami, informatykami. Jednak szeroki zakres działania organizacji powoduje, że wielu członków jest inżynierami mechanikami, budownictwa, a także biologami, lekarzami, fizykami, matematykami. IEEE oferuje kilka rodzajów członkostwa: dla studentów, członkostwo stowarzyszone, zwyczajne, senior oraz fellow. Członkostwo senior i fellow wymagają przeprowadzenia recenzji dorobku kandydatów.

## Studenci
IEEE posiada rozwinięte struktury wspierające działalność studencką, doktorancką oraz młodych inżynierów tuż po studiach. Studenci mogą tworzyć oddziały (branches) na uczelniach, a młodzi inżynierowie mogą należeć do grup YP (young professionals), uzyskując szereg przywilejów dotyczących uczestnictwa w konferencjach, publikacji rezultatów swoich prac, dostępu do literatury technicznej, organizacji własnych spotkań zawodowych sponsorowanych przez IEEE itp. W wielu krajach przynależność inżyniera do IEEE jest ceniona przez pracodawców i pomaga w karierze zawodowej.

## Nagrody
IEEE posiada bogaty program, wysoko cenionych w środowisku zawodowym, nagród indywidualnych i zespołowych, w tym medale związane z nazwiskami wybitnych uczonych, nagrody techniczne, dyplomy uznania, za najlepsze publikacje, dla najbardziej aktywnych sekcji, dla studentów i doktorantów oraz stypendia.
Wybrane odznaczenia IEEE:
- Medal Honoru
- Medal Edisona
- Medal Hamminga
- Medal Johna von Neumanna
- Judith A. Resnik Award

## IEEEw Polsce
ePolska Sekcja IEEE jest obecnie jedną z 42 sekcji w regionie 8 (skupiającym sekcje Europy, Bliskiego Wschodu i Afryki). Założona została przez prof. Adama Smolińskiego w roku 1972 i początkowo liczyła 20 członków. Obecnie sekcję tworzy 20 oddziałów (chapters), skupiających ponad 900 członków.
W 2024 roku powstał IEEE GRSS Chapter Poland. Jest to pierwszy w Polsce oddział Geoscience and Remote Sensing Society (GRSS) (jednego z towarzystw IEEE), działający jako część całej organizacji. Oddział został założony z inicjatywy dr hab. Pawła Netzela, a jego głównym celem jest wspieranie rozwoju teledetekcji i geonauki poprzez organizację ogólnokrajowych wydarzeń naukowych i warsztatów oraz współpracę międzynarodową.

## Standardy techniczneIEEE
- IEEE-488 (GPIB)
- IEEE 754 (liczby zmiennoprzecinkowe)
- IEEE 802.1 (LAN, MAN, WAN, protokoły warstwy łącza danych MAC i LLC, Most (sieć komputerowa))
- IEEE 802.3 (Ethernet)
- IEEE 802.5 (Token ring)
- IEEE 802.11 (WiFi)
- IEEE 802.15.1 (Bluetooth)
- IEEE 802.16 (WiMAX)
- IEEE 1284 (port równoległy)
- IEEE 1394 (FireWire)
- IEEE 1149.1 (JTAG)
- IEEE 1003 (POSIX)